# Madonna Harris
Pour les articles homonymes, voir Harris.
Madonna Harris, née Gilchrist le 15 août 1966 à Hamilton, est une coureuse cycliste professionnelle néo-zélandaise.

## Palmarès sur piste

### Championnats du monde
- Maebashi 1990
  -  Médaillée d'argent de la poursuite

## Palmarès sur route
- 1985
  - 3e de Coors Classic
- 1986
  - 6e étape de Coors Classic
  - 3e du Tour de Texas
  - 2e de Women's Challenge
- 1987
  - 3e étape de Coors Classic
  - 3e de Coors Classic
- 1988
  - 1re étape de Coors Classic
  - 2e de Coors Classic
- 1989
  -  Championne de Nouvelle-Zélande sur route
  - 5e des championnats du monde